# Dorsbrunn

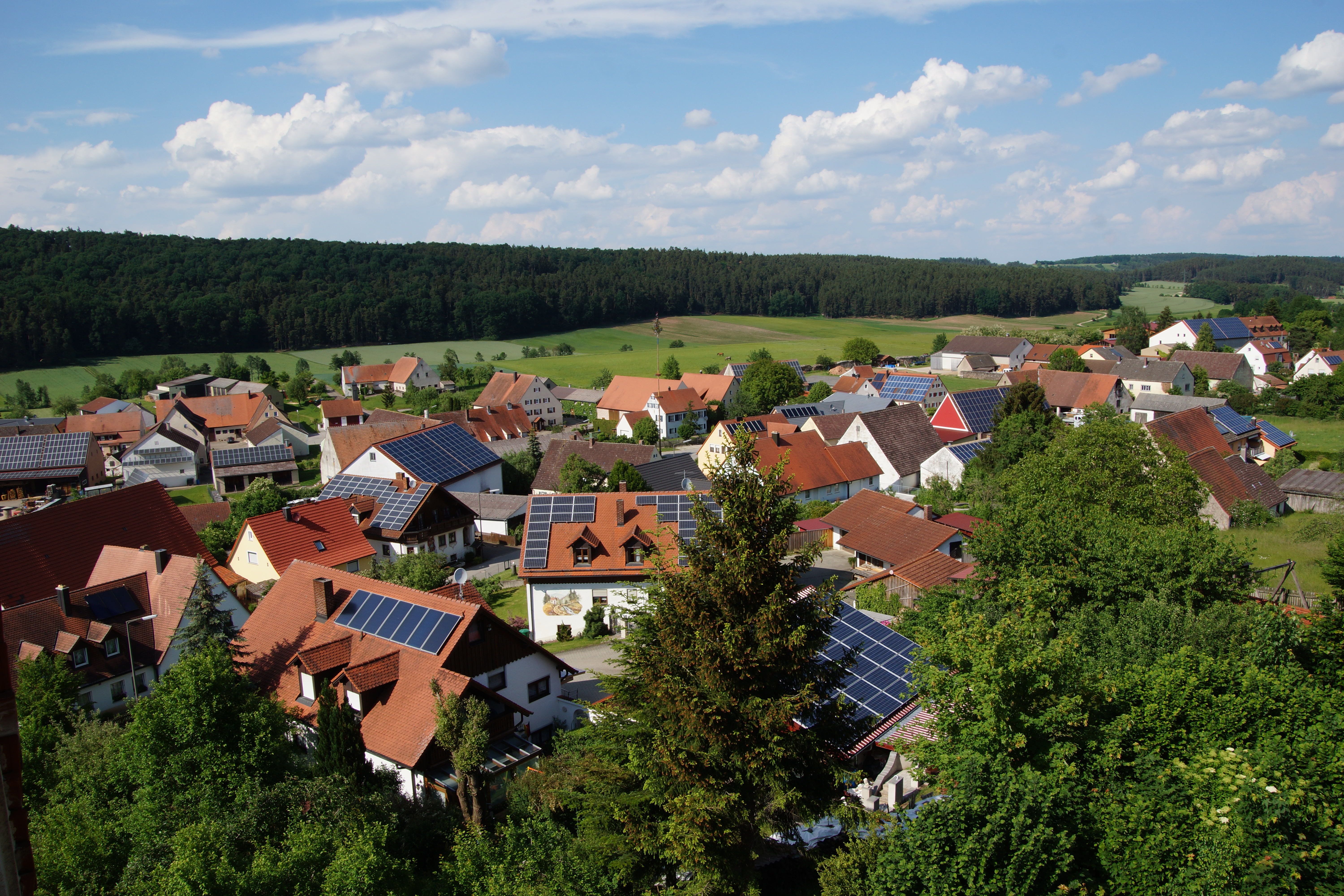
Blick auf Dorsbrunn

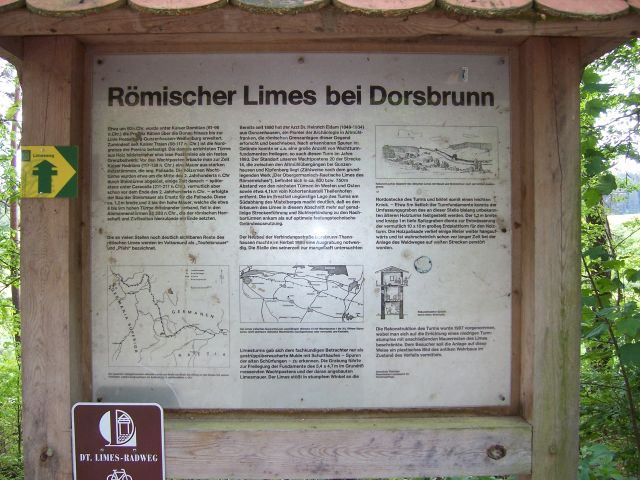
Infotafel: Der Limes bei Dorsbrunn

Dorsbrunn ist ein Gemeindeteil des Marktes Pleinfeld im Landkreis Weißenburg-Gunzenhausen (Mittelfranken, Bayern). Die Gemarkung Dorsbrunn hat eine Fläche von 4,313 km². Sie ist in 431 Flurstücke aufgeteilt, die eine durchschnittliche Flurstücksfläche von 10006,51 m² haben. Vor der bayerischen Gemeindegebietsreform, die am 1. Januar 1972 in Kraft trat, war Dorsbrunn zusammen mit seinem damaligen Gemeindeteil Tiefenbach eine eigenständige Gemeinde. Tiefenbach wurde nach Ellingen umgegliedert.

## Lage
Das Pfarrdorf Dorsbrunn liegt zwischen Pleinfeld und Stopfenheim, etwa drei Kilometer südlich des Großen Brombachsees sowie rund sechs Kilometer von Pleinfeld entfernt. Etwa einen Kilometer nördlich des Dorfes verlief der Raetische Limes. Dort befinden sich Teile eines rekonstruierten Wachturmes. Als Teilabschnitt des Deutschen Limes-Wanderwegs führt der Limeswanderweg durch Dorsbrunn.

## Geschichte
Die katholische St.-Nikolaus-Kirche, eine Filialkirche von Stopfenheim, stammt aus dem 12. Jahrhundert. Der spätmittelalterliche Bau wurde 1767 im Stil des Spätbarock umgestaltet. Die Kirche besitzt drei Altäre und ist von einem Friedhof umgeben.
Über das Schulwesen in Dorsbrunn wurde 1812 ausführlich berichtet, sogar der Plan des Schulgebäudes ist in dem Bericht abgedruckt.
In Dorsbrunn befindet sich einer von insgesamt fünf Kindergärten der Gemeinde Pleinfeld, der vom Roten Kreuz betriebene Kindergarten Wiesenwichtel.